# Polly Dome
Pour les articles homonymes, voir Polly (homonymie).
Le Polly Dome est un sommet de la Sierra Nevada, dans l'État américain de Californie. Ce dôme de granite culmine à 2 989 mètres d'altitude dans la partie du parc national de Yosemite qui relève du comté de Mariposa. Il se trouve au sein de la Yosemite Wilderness.